# Autolycos de Pitane
Pour les articles homonymes, voir Autolycos.
Autolycos de Pitane est un savant grec, né à Pitane en Éolide vers 360 av. J.-C., et mort vers 290 av. J.-C.

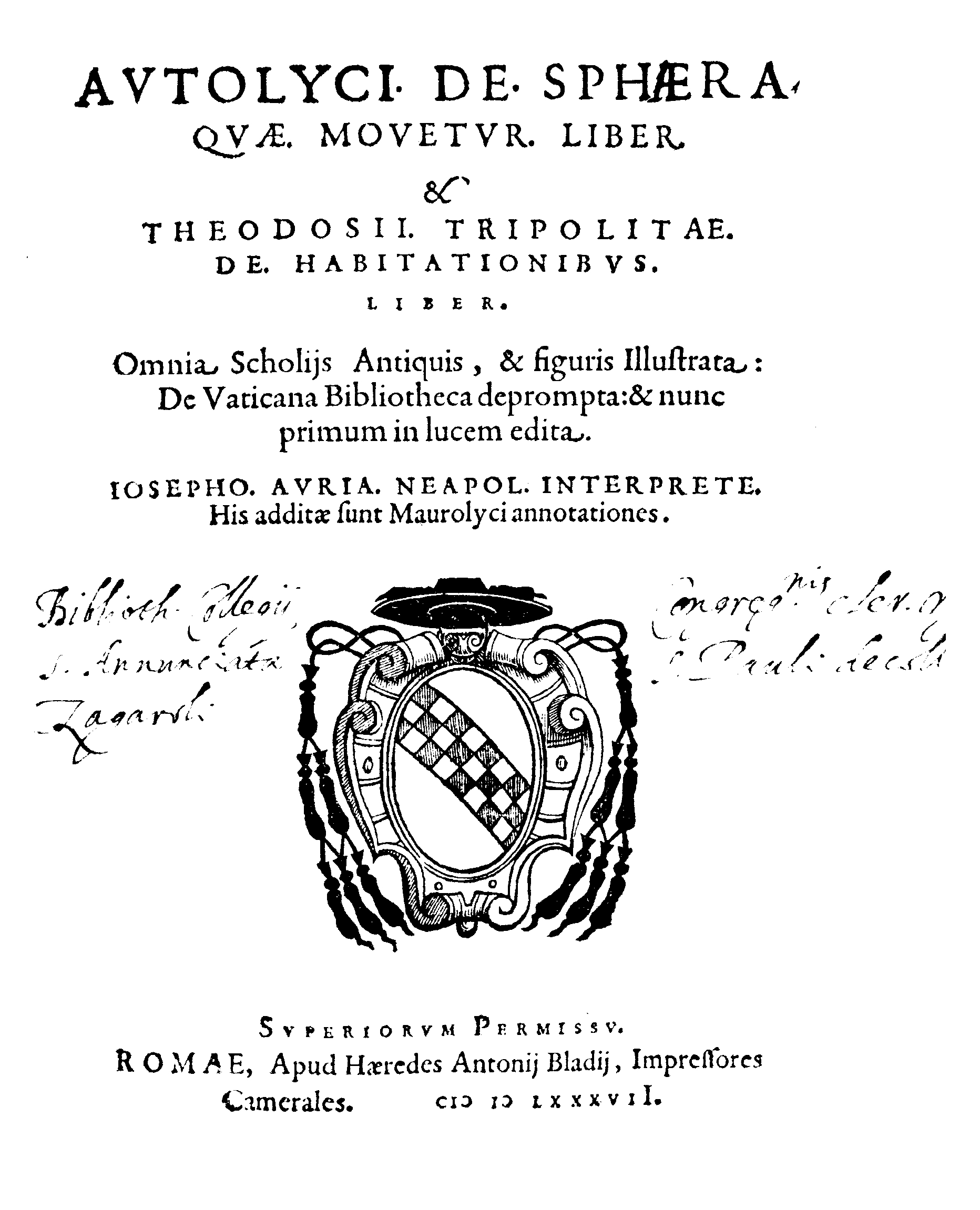
De sphaera quae movetur liber, 1587

Il a laissé deux traités : Περὶ τῆς κινουμένης σφαίρας / Perí tês kinouménês sphaíras (« Sur la Sphère en mouvement ») et περὶ ἐπιτολῶν καὶ δύσεων / Perí epitolỗn kaí dýseôn (« Sur les levers et couchers héliaques »). Il fut le maître en mathématiques d’Arcésilas de Pitane.

#### Édition
- (grc + fr) Autolycos de Pitane (trad. Germaine Aujac), La Sphère en mouvement. Levers et couchers héliaques. Testimonia, Éd.Belles Lettres, coll. « CUF / Série grecque », Paris, 2002, 340 pages  (ISBN 978-2-251-00071-8).

#### Études
- (en) Carl Benjamin Boyer, A History of Mathematics, John Wiley & Sons, 1991 (2e éd.)  (ISBN 0-471-54397-7).
- (en) G.L. Huxley, "Autolycus of Pitane", dans Dictionary of Scientific Biography, vol. 1, Charles Scribner's Sons, New York, 1970, p. 338-339  (ISBN 0-684-10114-9).